# Ilja Dienisow
Ilja Daniłowicz Dienisow, ros. Илья Данилович Денисов (ur. 1 sierpnia 1901 r. we wsi Temiriazewo w tulskiej guberni, zm. po 1955 r. w ZSRR) – radziecki wojskowy (pułkownik), propagandysta Rosyjskiej Armii Wyzwoleńczej, a następnie szef oddziału formowania sztabu Sił Zbrojnych Komitetu Wyzwolenia Narodów Rosji podczas II wojny światowej.
Brał udział w I wojnie światowej. W połowie września 1918 r. wstąpił do wojska bolszewickiego. Służył w 67 Pułku Strzeleckim, od marca 1919 r. w 71 Pułku Strzeleckim, zaś od lutego 1920 r. 70 Pułku Strzeleckim 8 Dywizji Strzeleckiej. We wrześniu tego roku objął funkcję komisarza politycznego (politruka) pułku. We wrześniu 1921 r. został odkomenderowany na piotrogradzkie kursy wojskowo-chemiczne. Od stycznia 1923 r. był komisarzem politycznym kompanii gospodarczej 3 Pułku Strzeleckiego 1 Piotrogradzkiej Brygady Milicyjnej. W kwietniu 1925 r. został politrukiem kompanii strzeleckiej, zaś w lipcu tego roku 58 Pułku Strzeleckiego 20 Dywizji Strzeleckiej. Od listopada pełnił funkcję politruka szkoły pułkowej. W marcu 1926 r. objął funkcję sekretarza pułkowego biura Wszechzwiązkowej Partii Komunistycznej (bolszewików). Od października 1929 r. był zastępcą komisarza politycznego 29 Pułku Strzeleckiego 10 Dywizji Strzeleckiej. W czerwcu 1930 r. ukończył kursy strzelecko-taktyczne "Wystrieł", po czym objął funkcję dowódcy szkoły pułkowej 82 Pułku Strzeleckiego 28 Dywizji Strzeleckiej. W listopadzie 1931 r. został szefem sztabu 85 Pułku Strzelców Górskich, zaś w lutym 1935 r. w 84 Pułku Strzelców Górskich. Od marca 1936 r. pełnił funkcję zastępcy szefa 1 wydziału oddziału operacyjnego sztabu Północno-Kaukaskiego Okręgu Wojskowego. W 1938 r. awansował do stopnia majora. Od końca listopada tego roku dowodził 91 Pułkiem Strzeleckim 31 Dywizji Strzeleckiej. W połowie sierpnia 1939 r. został szefem sztabu 157 Dywizji Strzeleckiej. Od początku października 1940 r. był słuchaczem Akademii Sztabu Generalnego w Moskwie. Awansował na pułkownika. Od końca sierpnia 1941 r. dowodził 1 Pułkiem Strzeleckim 2 Dywizji Strzeleckiej Pospolitego Ruszenia. We wrześniu tego roku w rejonie Leningradu dostał się do niewoli niemieckiej. Przebywał w różnych obozach jenieckich. Pod koniec 1943 r. wstąpił do Rosyjskiej Armii Wyzwoleńczej (ROA). W lutym 1944 r. ukończył szkolenie w szkole propagandystów ROA w Dabendorfie pod Berlinem. Pełnił funkcję propagandysty ROA w batalionach wschodnich w okupowanej Francji, Danii i Włoszech. Od czerwca 1944 r. dowodził pododdziałem szkoleniowym w szkole propagandystów ROA. Od grudnia w stopniu pułkownika był szefem oddziału formowania sztabu Sił Zbrojnych Komitetu Wyzwolenia Narodów Rosji. 9 maja 1945 r. wraz ze sztabem i częścią oddziałów "własowskich" poddał się Amerykanom. Przebywał w różnych obozach jenieckich. W sierpniu tego roku zgłosił chęć powrotu do ZSRR. Wszedł w skład radzieckiej komisji repatriacyjnej, agitując wśród jeńców "własowskich" za Związkiem Radzieckim. Po repatriacji do ZSRR został jesienią 1945 r. skazany na karę 10 lat łagrów. We wrześniu 1955 r. został wypuszczony na wolność. Zamieszkał w rejonie Uchty. Dalsze jego losy nie są znane.